# مقاطعة بيكر (أوريغون)
مقاطعة باكير (بالإنجليزية: Baker County)‏ هي إحدى مقاطعات ولاية أوريغون في الولايات المتحدة الأمريكية.